# Levada (Ponte di Piave)
Levada è una frazione del comune di Ponte di Piave, in provincia di Treviso.

## Geografia fisica
Levada si trova a nord del capoluogo comunale, addossata al confine con Rustignè di Oderzo che corre lungo lo scolo Bidoggiata.

## Origini del nome
Sull'origine del toponimo sono state formulate due ipotesi. La prima gli dà il significato di "terra elevata" in riferimento agli antichi insediamenti fondati su sopraelevazioni al fine di ovviare alle frequenti inondazioni. La seconda, avanzata da Dante Olivieri, si riferisce all'esistenza di una strada romana di importanza secondaria che si trovava in posizione sopraelevata rispetto al territorio circostante; non è da escludere, d'altra parte, un riferimento alla medievale Callalta.

## Storia
La vicinanza a Opitergium e i vari ritrovamenti archeologici proverebbero la presenza di insediamenti di epoca romana, mentre non si hanno testimonianze della più antica civiltà paleoveneta.
La caduta dell'Impero Romano e la decadenza di Oderzo misero fine all'organizzazione politica e sociale della zona, che venne ristabilita solo nel X secolo dalla Chiesa. Alla presenza di feudi, spesso detenuti dalle stesse gerarchie ecclesiastiche (patriarca di Aquileia, vescovo di Treviso, vescovo di Belluno), si aggiunse l'influenza di alcuni monasteri, in particolare le abbazie di Busco e Monastier.
Levada ebbe inoltre una certa importanza strategica come sede di un fortilizio degli Strasso. La famiglia è documentata sin dal XII secolo, quando il capostipite Traso riceveva in feudo la villa di San Bonifacio di Levada, allora avamposto di Treviso presso il confine con Oderzo. La costruzione è descritta in un documento del 1347: sorgeva su un dosso e si articolava in due torri, cerchie murarie e fossati alimentati dallo scolo Bidoggia.
Gli Strasso cominciarono a decadere a partire dal 1318, quando Cortesino, capitano della rocca di Cornuda, fu imprigionato da Cangrande della Scala e rilasciato dietro un lauto riscatto. Per poter pagare la grossa somma, la famiglia fu costretta a vendere diversi beni tra i quali, forse, una parte del castello. Nell'atto del 1347 si attesta infatti che Tommasino era riuscito a riottenere metà del fortilizio. Probabilmente l'edificio fu distrutto nel XV secolo ad opera della Serenissima che intendeva ridurre il sistema difensivo della terraferma che poteva essere riutilizzato da casate ribelli. Verosimilmente sopravvisse solo il rialzo su cui poggiava, che venne spianato in tempi recenti.

## Monumenti e luoghi d'interesse

### Chiesa parrocchiale
Forse furono gli Strasso a fondare un primo luogo di culto a Levada; di qui l'insolita intitolazione a San Bonifacio, secondo Carlo Agnoletti patrono dei vassalli. La cappella ebbe però sempre il giuspatronato del vescovo di Treviso.
I primi accenni attorno alla chiesa risalgono alla fine del Duecento, quando la cura delle anime era affidata alla pieve di Negrisia. Solo dal Cinquecento la cappella fu gestita da un proprio curato che però risiedette a Ponte di Piave sino al Seicento con la costruzione canonica.
Come testimoniano i recenti rilievi archeologici svolti in occasione di un restauro, l'edificio fu più volte modificato. La navata fu allungata per due volte, mentre il muro orientale dell'abside fu abbattuto per ampliare il presbiterio, distruggendo un ciclo di affreschi quattrocentesco. Il rifacimento più importante, resosi necessario per l'aumento demografico, risale all'inizio del Cinquecento, culminato con la riconsacrazione del 26 ottobre 1522 essendo parroco Domenico di Refrontolo. Fu quest'ultimo a commissionare nel 1530 le due pale di Francesco Bissolo: San Bonifacio fra i santi Agata e Pietro, presso l'altare maggiore, e la Madonna con i santi Lorenzo e Paolo, nella cappellina a sud. Degno di nota è anche il fonte battesimale (XVI secolo). La chiesa godette inoltre delle donazioni degli Ottoboni, residenti nell'attuale villa Mercante di Rustingnè: a loro si deve la costruzione dell'altare di Sant'Antonio (1661).
I recenti restauri hanno riportato in luce la cosiddetta Madonna della Rondine, un affresco raffigurante la Vergine col Bambino riconducibile al primo Cinquecento.

## Infrastrutture e trasporti

### Strade
Il centro abitato si è sviluppato presso la Callalta, strada realizzata nel medioevo per collegare Treviso a Oderzo e oggi classificata come SR 53 "Postumia". Altra arteria da citare è via della Vittoria, ovvero la SP 117 "Abbazia".

### Ferrovie
Il territorio di Levada è attraversato dalla ferrovia Treviso-Portogruaro. Appena oltre i confini comunali si trova la fermata di Rustignè, oggi dismessa.